# Xã White River, Quận Prairie, Arkansas
Xã White River (tiếng Anh: White River Township) là một xã thuộc quận Prairie, tiểu bang Arkansas, Hoa Kỳ. Năm 2010, dân số của xã này là 2.247 người.